# 10323 Фрейзер
10323 Фрейзер (10323 Frazer) — астероїд головного поясу, відкритий 14 листопада 1990 року.
Тіссеранів параметр щодо Юпітера — 3,584.